# Ludvig Lorenz
Ludvig Valentin Lorenz (Helsingor, 18 de janeiro de 1829 – Frederiksberg, 9 de junho de 1891) foi um matemático e físico dinamarquês. Desenvolveu fórmulas matemáticas para descrever fenômenos tais como a relação entre a refração da luz e a densidade de uma substância transparente pura, e a relação entre condutividade elétrica e térmica do metal e da temperatura (lei de Wiedemann–Franz).

## Biografia
Lorenz estudou na Universidade Técnica da Dinamarca em Copenhague. Tornou-se professor da Academia Militar daquela cidade em 1876. A partir de 1887, sua pesquisa foi financiada pela Carlsberg Foundation. 
Investigou a descrição matemática da propagação da luz através de um meio homogéneo e descreveu a passagem de luz entre os diferentes meios. A fórmula para a relação matemática entre o índice de refração e a densidade de um meio foi publicada por Lorenz em 1869 e por Hendrik Lorentz (de forma independente) em 1870 e por isso é chamada de equação de Lorentz-Lorenz. Usando sua teoria eletromagnética da luz, ele formulou o que é conhecido como calibre de Lorenz (gauge de Lorenz), e foi capaz de obter um valor correto para a velocidade da luz.  Também desenvolveu uma teoria do espalhamento de luz, publicada em dinamarquês em 1890 e em francês sob o título 'Obras Completas, publicada em 1898.